# Jean Lutz
Jean Lutz (Genf, 1904. január 2. – 1997. november 2.) svájci nemzetközi labdarúgó-játékvezető.

## Pályafutása
Az I. Liga játékvezetőjeként 1951-ben vonult vissza.

### Nemzeti kupamérkőzések
Vezetett kupadöntők száma: 2.

#### Svájci labdarúgókupa
| Időpont          | Helyszín               | Mérkőzés típusa   | Mérkőzés                         | Eredmény | Nézők száma |
| ---------------- | ---------------------- | ----------------- | -------------------------------- | -------- | ----------- |
| 1942. május 25.  | Wankdorf Stadion, Bern | megismételt döntő | Grasshopper Club Zürich–FC Basel | 3 – 2    | 14 000      |
| 1945. április 2. | Wankdorf Stadion, Bern | döntő             | BSC Young Boys–FC St.Gallen      | 2 – 0    | 15 000      |

### Nemzetközi játékvezetés
A Francia labdarúgó-szövetség Játékvezető Bizottsága (JB) terjesztette fel nemzetközi játékvezetőnek, a Nemzetközi Labdarúgó-szövetség (FIFA) 1945-től tartotta nyilván bírói keretében. A FIFA JB központi nyelvei közül a németet beszélte. Több nemzetek közötti válogatott és klubmérkőzést vezetett, vagy működő társának partbíróként segített. A svájci nemzetközi játékvezetők rangsorában, a világbajnokság-Európa-bajnokság sorrendjében többedmagával a 22. helyet foglalja el 1 találkozó szolgálatával. Az aktív nemzetközi játékvezetéstől 1951-ben búcsúzott. Válogatott mérkőzéseinek száma: 9.

#### Labdarúgó-világbajnokság
Brazília rendezte a IV., az 1950-es labdarúgó-világbajnokság végső küzdelmeit, ahol a FIFA JB bíróként foglalkoztatta. A FIFA JB elvárásának megfelelően, ha nem vezetett, akkor valamelyik működő társának segített partbíróként. Egy csoportmérkőzésen, valamint a bronz találkozón első számú partbíróként küldték. Az első számú partbíró egyik feladata, hogy a játékvezető sérülése esetén átvegye a játék irányítását. Vezetett mérkőzéseinek száma világbajnokságon: 1 + 2 (partbíró).

##### 1950-es labdarúgó-világbajnokság

###### Világbajnoki mérkőzés
| Időpont          | Helyszín                       | Mérkőzés típusa              | Mérkőzés               | Eredmény | Nézők száma |
| ---------------- | ------------------------------ | ---------------------------- | ---------------------- | -------- | ----------- |
| 1950. június 25. | Estádio do Pacaembu, São Paulo | csoportmérkőzés (3. csoport) | Svédország–Olaszország | 3 – 2    | 50 000      |